# Mautodontha ceuthma
Mautodontha ceuthma é uma espécie de gastrópode  da família Charopidae.
É endémica da Polinésia Francesa.